# Estação João Pessoa (São Luís)
A Estação João Pessoa localiza-se na Avenida Beira-Mar, no centro de São Luís, Maranhão. Foi a principal estação ferroviária da cidade até 1986, quando foi desativada. Atualmente, abriga um complexo cultural, com um museu ferroviário e portuário.

## Histórico
Antes da conclusão da ponte metálica sobre o Estreito dos Mosquitos, os trens que partiam de São Luís trafegavam apenas até a Estiva, onde era feito o transbordo dos passageiros para o trecho seguinte da Ferrovia São Luís–Teresina. A primeira viagem foi feita em 14 de março de 1921. O local de partida em São Luís era uma instalação provisória, cuja localização exata é desconhecida.
O projeto do prédio atual foi elaborado pelo engenheiro Pereira da Silva, e sofreu algumas modificações devido à alta no custo dos materiais causada pela Primeira Guerra Mundial. Após aprovação pelo engenheiro Teixeira Brandão, então diretor da Estrada de Ferro São Luís-Teresina, a estação começou a ser construída em 14 de novembro de 1925.
Devido às dificuldades na captação de verbas, a obra ficou paralisada por muito tempo. A estação foi inaugurada com comemorações em 15 de novembro de 1929, e recebeu o nome Urbano Santos, em homenagem ao político maranhense. No ano seguinte, com a vitória da Revolução de 1930, vários logradouros de São Luís que levavam nomes associados à República Velha foram rebatizados, e esta estação passou a se chamar Estação João Pessoa.
Em 1938, a Ferrovia São Luís–Teresina foi concluída, iniciando a ligação direta entre as duas capitais por trem. Por décadas, esta foi a principal estação ferroviária de São Luís. Em 1957, passou a ser administrada pela RFFSA. Em 1986, a estação da Beira-Mar foi desativada e suas atividades foram transferidas para o bairro do Tirirical. O Decreto Estadual nº 10.089, de 6 de março de 1986, estabelece a proteção do prédio devido à sua relevância histórica, arquitetônica e paisagística.
Na década de 1990, o prédio passou a abrigar órgãos públicos como o Plantão Central da Polícia Civil, o 1.º Distrito Policial, o Departamento de Narcóticos (Denarc) e a Delegacia do Idoso. Em 2014, as delegacias foram transferidas para o bairro do Apicum e o prédio foi desocupado, passando a ser alvo constante de vândalos.

### Reformas

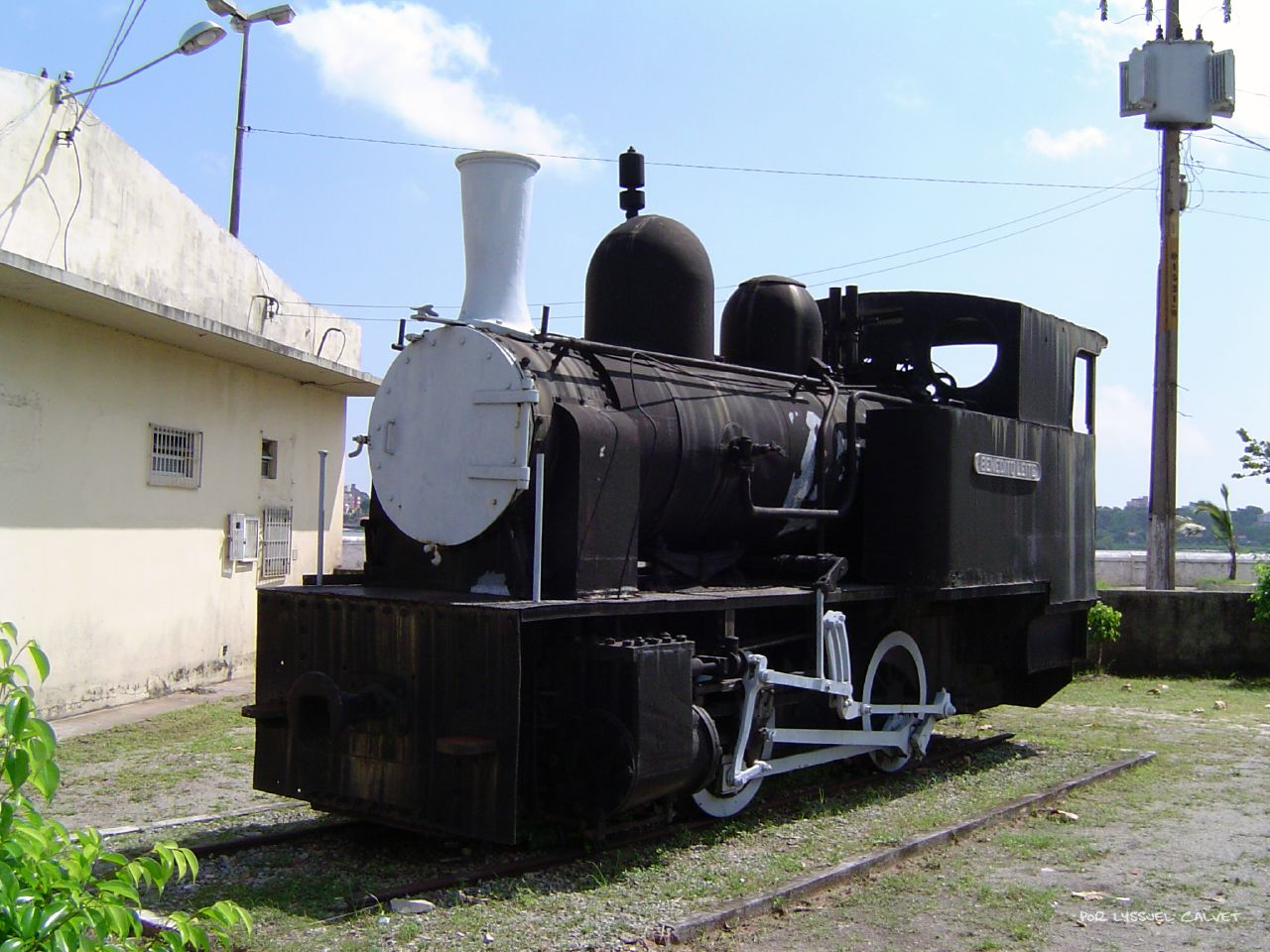
Locomotiva Benedito Leite

Os planos para restaurar o prédio foram divulgados pelo IPHAN em 2013. A restauração foi orçada em R$ 5,5 milhões e deveria ter sido licitada em 2014 e concluída até o final de 2015, com recursos do PAC das Cidades Históricas, porém, a execução só foi autorizada no início de 2018. De acordo com o projeto, o prédio principal deverá abrigar diversos estabelecimentos comerciais, restaurante panorâmico, o Museu da Memória Ferroviária Maranhense, salas da Secretaria de Estado da Cultura, uma sala de reuniões, entre outros. A área ao redor também deve ser contemplada, com a construção de três praças.
A locomotiva a vapor Benedito Leite, que ficava exposta próximo à estação, foi restaurada pelo IPHAN e foi temporariamente transferida para o pátio do Edifício Clodomir Millet. A "maria-fumaça" foi fabricada na Alemanha pela Hannoversche Maschinenbau AG e circulava por São Luís desde os anos 1920. Após a restauração da estação, a locomotiva voltou a ser exposta no local original, que contará com iluminação artística.

## Museu Ferroviário e Portuário
Em novembro de 2020, foi inaugurado o Museu Ferroviário e Portuário do Maranhão, incluindo a exposição da locomotiva Benedito Leite e de um vagão que integrou a frota de trem de passageiros na Estrada de Ferro Carajás durante as décadas de 1980 e 1990.
Além do museu e de programações fixas, o espaço também conta com projetos voltados para dança, exposições temporárias, oficinas culturais, programação de férias, venda de artesanatos e outras atrações culturais conforme período do ano.
No primeiro pavimento, funciona o Locomotiva Hub, um espaço com arquitetura e ambientação high-tech, ambientes multiuso para reuniões e encontros, para promover a integração entre pesquisas acadêmicas e trabalhos de empesas.

## Características
O prédio tem fundações do tipo radier, e toda a sua estrutura é de concreto armado, sendo este provavelmente o primeiro edifício do Maranhão feito por esse método. Seu estilo arquitetônico é o neoclássico. No térreo, ficavam localizados o hall, os banheiros e as salas de espera da 1.ª e 2.ª classes, além da sala do agente. No andar de cima, ficavam as salas de aparelhos telegráficos e telefônicos, salas do setor de contabilidade e sala de reuniões. Um terceiro andar foi construído em algum momento da década de 1950. A construção abrigava o primeiro elevador instalado no Maranhão, que acabou destruído pela ação de vândalos.